# Пригоди Петрова і Васєчкіна, звичайні й неймовірні
«Пригоди Петрова і Васєчкіна, звичайні й неймовірні» (рос. «Приключения Петрова и Васечкина, обыкновенные и невероятные») — радянський художній фільм 1983 року режисера Володимира Алєнікова. Наступна частина дилогії — «Канікули Петрова і Васєчкіна, звичайні й неймовірні».

## Сюжет
Герої кіножурналу «Єралаш», нерозлучна парочка друзів — сором'язливий Вася Петров та вигадник Петя Васєчкін на літньому відпочинку в піонерському таборі…

## У ролях
- Дмитро Барков
- Єгор Дружинін
- Інга Ільм
- Альоша Гусєв
- Максим Полянський
- Андрій Каневський
- Юрій Медведєв
- Інна Аленикова
- Людмила Іванова
- Тетяна Божок
- Віктор Павловський
- Владислав Дружинін
- Віктор Лисенко
- Олександр Леньков
- Анатолій Кузнєцов
- Маргарита Корабельникова
- Лена Делібаш
- Костя Гаврилов
- Маша Бутова
- Сергій Бабарикін
- Тіма Морозов
- Тетяна Захарова
- Віктор Ржевський

## Творча група
- Автори сценарію: Володимир Алєніков, Валентин Горлов
- Режисер-постановник: Володимир Алєніков
- Оператор-постановник: Ігор Фельдштейн
- Художник-постановник: Галина Щербина
- Композитор: Тетяна Островська
- Пісні на вірші Володимира Алєнікова та Генріха Сапгіра
- Звукооператори: А. Ніколаєвський, Е. Сегал
- Балетмейстер: В. Дружинін
- Режисер: Е. Немировська
- Оператори: Сергій Колбінєв, В. Шукін
- Художник по костюмах: Г. Уварова
- Художник по гриму: Людмила Друмирецька
- Режисер монтажу: Віра Бейліс
- Редактор: Марина Багрій-Шахматова
- Комбіновані зйомки: оператор — С. Лилов, художник — Геннадій Лотиш
- Художник-декоратор: Олег Іванов
- Директори картини: Юрій Камінський, Сергій Манн